# Course de montagne du Hochfelln
La course de montagne du Hochfelln (en allemand : Hochfelln Berglauf) est une course de montagne reliant le village de Bergen au sommet du Hochfelln en Haute-Bavière en Allemagne. Elle a été créée en 1974 et c'est la plus vieille course en montagne d'Allemagne.

## Histoire
En 1974, le président du ski-club de Bergen, Georg « Bibi » Anfang, souhaite rendre les entraînements des skieurs plus attractifs durant la saison d'été. Il propose ainsi à ces derniers de gravir le Hochfelln avec leurs bâtons de ski. La course de montagne du Hochfelln est née.
Jusqu'en 1982, les femmes empruntent une version raccourcie du parcours qui s'arrête à Oberbründling. Elles effectuent la course complète à partir de 1983.
En automne 1996, Bibi Anfang rencontre Ernst Künz, le créateur de la course de Schlickeralm. Ensemble, ils décident de fonder une Coupe internationale de course en montagne. La course de montagne du Danis en Suisse les rejoint et le Grand Prix alpin a lieu pour la première fois en 1997. Cette Coupe devient officiellement chapeauté par la WMRA en 1999 et est renommée Grand Prix WMRA.
En 2000, la course accueille le Trophée mondial de course en montagne sur un parcours rallongé à 11,6 km et 1 204 m de dénivelé. Le Néo-Zélandais Jonathan Wyatt et l'Écossaise Angela Mudge s'imposent.
La course accueille les championnats d'Allemagne de course en montagne à cinq reprises, en 1986, 1996, 2009, 2013 et 2014.
Jonathan Wyatt détient le record du nombre de victoires chez les hommes avec 8 succès ainsi que du parcours avec un temps de 40 min 34 s 9 en 2002. Il a de plus remporté son 2e titre de champion du monde en 2000. Chez les femmes, l'Autrichienne Andrea Mayr détient le record absolu du nombre de victoires avec 9 succès. Elle détient également le record féminin en 47 min 28 s 2.
Après une longue absence au calendrier, la course fait son retour dans la Coupe du monde de course en montagne en 2016.
L'édition 2020 est annulée en raison de la pandémie de Covid-19.

## Parcours
Le parcours part depuis la station inférieure du téléphérique de Bergen et emprunte la route qui longe la rivière Weissache. Il bifurque ensuite sur un chemin qui longe le ruisseau Schwarze Ache, puis remonte à la station intermédiaire du téléphérique sur l'alpage de Bründling. il suit finalement le chemin qui atteint le sommet du Hochfelln. Il présente un dénivelé de 1 074 m et mesure 8,4 km de longueur jusqu'en 1993. À partir de 1994, il est rallongé de 500 m,.

## Vainqueurs
| Année | Hommes                                              | Temps                                               | Femmes                                              | Temps                                               |
| ----- | --------------------------------------------------- | --------------------------------------------------- | --------------------------------------------------- | --------------------------------------------------- |
| 1974  | Hans Speicher                                       | 50 min 33 s 0                                       | Katrin Glasl                                        |                                                     |
| 1975  | Wolfgang Müller Wolfgang Pichler                    | 48 min 8 s 0                                        | Susi Riermeier                                      |                                                     |
| 1976  | Peter Weigt                                         | 47 min 8 s 0                                        | Susi Riermeier                                      |                                                     |
| 1977  | Balthasar Praschberger                              | 46 min 18 s 2                                       | Susi Riermeier                                      |                                                     |
| 1978  | Gebhard Rädler                                      | 45 min 2 s 0                                        | Susi Riermeier                                      |                                                     |
| 1979  | Dieter Notz                                         | 44 min 37 s 2                                       | Susi Riermeier                                      |                                                     |
| 1980  | Peter Zipfel                                        | 43 min 55 s 1                                       | Susi Riermeier                                      |                                                     |
| 1981  | Patriz Ilg                                          | 43 min 47 s 8                                       | Susi Riermeier                                      |                                                     |
| 1982  | Herbert Franke                                      | 43 min 29 s 9                                       | Susi Riermeier                                      |                                                     |
| 1983  | Kurt König                                          | 43 min 25 s 1                                       | Christiane Fladt                                    | 50 min 4 s 8                                        |
| 1984  | Helmut Stuhlpfarrer                                 | 42 min 7 s 1                                        | Christiane Fladt                                    | 52 min 16 s 8                                       |
| 1985  | Helmut Stuhlpfarrer                                 | 40 min 48 s 1                                       | Christiane Fladt                                    | 51 min 12 s 5                                       |
| 1986  | Helmut Stuhlpfarrer                                 | 41 min 6 s 4                                        | Olivia Grüner                                       | 49 min 22 s 8                                       |
| 1987  | Pio Tomaselli                                       | 41 min 59 s 8                                       | Christiane Fladt                                    | 51 min 41 s 2                                       |
| 1988  | Alfonso Vallicella                                  | 41 min 32 s 2                                       | Christiane Fladt                                    | 54 min 40 s 1                                       |
| 1989  | Flori Stern                                         | 42 min 17 s 5                                       | Paula Mangold-Wolf                                  | 57 min 21 s 2                                       |
| 1990  | Flori Stern                                         | 42 min 24 s 7                                       | Anna Sonnerup                                       | 54 min 44 s 9                                       |
| 1991  | Pio Tomaselli                                       | 42 min 22 s 4                                       | Kazimiera Stroline                                  | 55 min 58 s 2                                       |
| 1992  | Peter Schatz                                        | 41 min 32 s 1                                       | Sabine Stelzmüller                                  | 49 min 47 s 7                                       |
| 1993  | Peter Schatz                                        | 42 min 4 s 2                                        | Johanna Baumgartner                                 | 53 min 11 s 6                                       |
| 1994  | Ladislav Raim                                       | 42 min 32 s 7                                       | Dita Hebelková                                      | 55 min 3 s 6                                        |
| 1995  | Pio Tomaselli                                       | 43 min 22 s 5                                       | Johanna Baumgartner                                 | 54 min 54 s 1                                       |
| 1996  | Antonio Molinari                                    | 41 min 22 s 3                                       | Johanna Baumgartner                                 | 54 min 5 s 4                                        |
| 1997  | Helmut Schmuck                                      | 42 min 44 s 7                                       | Janina Saxer-Juszko                                 | 50 min 27 s 8                                       |
| 1998  | Antonio Molinari                                    | 41 min 34 s 4                                       | Matilde Ravizza                                     | 50 min 13 s 3                                       |
| 1999  | Jonathan Wyatt                                      | 41 min 12 s 9                                       | Izabela Zatorska                                    | 51 min 6 s 3                                        |
| 2000  | Jonathan Wyatt                                      | 47 min 29 s 2                                       | Angela Mudge                                        | 49 min 24 s 1                                       |
| 2001  | Antonio Molinari                                    | 42 min 19 s 7                                       | Svetlana Demidenko                                  | 49 min 29 s 1                                       |
| 2002  | Jonathan Wyatt                                      | 40 min 34 s 9                                       | Svetlana Demidenko                                  | 47 min 42 s 5                                       |
| 2003  | Jonathan Wyatt                                      | 40 min 51 s 9                                       | Antonella Confortola                                | 52 min 12 s 1                                       |
| 2004  | Jonathan Wyatt                                      | 41 min 25 s 1                                       | Antonella Confortola                                | 51 min 23 s 0                                       |
| 2005  | Robert Krupička                                     | 44 min 24 s 5                                       | Izabela Zatorska                                    | 52 min 51 s 2                                       |
| 2006  | Marco De Gasperi                                    | 43 min 13 s 8                                       | Izabela Zatorska                                    | 55 min 36 s 1                                       |
| 2007  | Jonathan Wyatt                                      | 41 min 20 s 4                                       | Martina Strähl                                      | 49 min 20 s 4                                       |
| 2008  | Marco De Gasperi                                    | 41 min 41 s 8                                       | Andrea Mayr                                         | 47 min 28 s 2                                       |
| 2009  | Jonathan Wyatt                                      | 42 min 50 s 0                                       | Andrea Mayr                                         | 48 min 53 s 0                                       |
| 2010  | Jonathan Wyatt                                      | 43 min 7 s 0                                        | Andrea Mayr                                         | 49 min 29 s 5                                       |
| 2011  | David Schneider                                     | 43 min 21 s 5                                       | Susanne Mair                                        | 56 min 17 s 8                                       |
| 2012  | David Schneider                                     | 43 min 23 s 1                                       | Andrea Mayr                                         | 47 min 53 s 1                                       |
| 2013  | Petro Mamu                                          | 41 min 38 s 7                                       | Silvia Olejarová                                    | 54 min 9 s 9                                        |
| 2014  | Petro Mamu                                          | 41 min 54 s 1                                       | Andrea Mayr                                         | 47 min 30 s 1                                       |
| 2015  | Yossief Tekle                                       | 43 min 42 s 2                                       | Andrea Mayr                                         | 48 min 24 s 9                                       |
| 2016  | Petro Mamu                                          | 42 min 48 s 0                                       | Andrea Mayr                                         | 48 min 18 s 8                                       |
| 2017  | Antonio Toninelli                                   | 42 min 58 s 1                                       | Andrea Mayr                                         | 47 min 32 s 8                                       |
| 2018  | Geoffrey Gikuni Ndungu                              | 43 min 48 s 0                                       | Andrea Mayr                                         | 47 min 44 s 3                                       |
| 2019  | Petro Mamu                                          | 43 min 41 s 0                                       | Andrea Mayr                                         | 49 min 51 s 1                                       |
| 2020  | Course annulée en raison de la pandémie de Covid-19 | Course annulée en raison de la pandémie de Covid-19 | Course annulée en raison de la pandémie de Covid-19 | Course annulée en raison de la pandémie de Covid-19 |
| 2021  | Filimon Abraham                                     | 43 min 11 s 6                                       | Andrea Mayr                                         | 48 min 33 s 2                                       |
| 2022  | Manuel Innerhofer                                   | 44 min 58 s 1                                       | Andrea Mayr                                         | 49 min 34 s 7                                       |
| 2023  | Rémi Leroux                                         | 43 min 59 s                                         | Nina Engelhard                                      | 48 min 58 s                                         |
| 2024  | Timotej Bečan                                       | 46 min 3 s                                          | Julia Ehrle                                         | 51 min 9 s                                          |

 Record de l'épreuve